# یوهانگیورگن‌اشتات
شهر یوهانگیورگن‌اشتاتدر ایالت زاکسن در کشور آلمان واقع شده‌است.